# Drum național 24B
Der Drum național 24B (rumänisch für „Nationalstraße 24B“, kurz DN24B) ist eine Hauptstraße in Rumänien. Die Straße, zugleich ein Abschnitt der Europastraße 581, ist zugleich ein Abschnitt der wichtigsten Verbindung zwischen Bukarest und der moldauischen Hauptstadt Chișinău.

## Verlauf
Die Straße zweigt in dem Dorf Crasna vom Drum național 24 ab und verläuft über Huși, wo der von Bârlad kommende Drum național 24A einmündet, und über die Abzweigung des Drum național 28 bei dem Dorf Albița zu dem die Grenze zur Republik Moldau bildenden Fluss Pruth. Nach dem Grenzübergang bildet der moldauische Drum public național M1 die Fortsetzung der Straße.
Die Länge der Straße beträgt rund 49 Kilometer.